# Phaeoblemma
Phaeoblemma é um gênero de traça pertencente à família Arctiidae.